# Lijst van fotografen
In deze lijst van fotografen staan de meer bekende fotografen die op de Nederlandstalige Wikipedia beschreven zijn.
In de kolom "Genre" staat de voornaamste specialiteit van elke fotograaf:
- Architectuur
- Calotypie
- Documentaire fotografie
- Fotogrammen
- Installatie (kunstwerk)
- Journalistiek
- Landschapsfotografie
- Luchtfotografie
- Natuurfotografie
- Media
- Mode
- Model
- Naaktfotografie
- Ogenbliksfotografie
- Persfotografie
- Picturalisme
- Portretfotograaf
- Reclame
- Sociale fotografie
- Stereografie
- Stilleven
- Straatfotografie
- Zelfportret
- Zwart-witfotografie

De overlijdensdata kunnen belangrijk zijn bij het vervallen van auteursrechten.
| Naam fotograaf                             | Land                          | m/v   | Geboortejaar | Sterfjaar     | Genre                                                                       |
| ------------------------------------------ | ----------------------------- | ----- | ------------ | ------------- | --------------------------------------------------------------------------- |
| Hans Aarsman                               | Nederland                     | man   | 1951         |               | Fotojournalist, landschappen                                                |
| Berenice Abbott                            | Verenigde Staten              | vrouw | 1898         | 1991          | Zwart/wit, portret, wetenschap, straatfotografie                            |
| Lida Abdul                                 | Afghanistan                   | vrouw | 1973         |               | Kunstzinnige installaties, cultuur                                          |
| Ansel Adams                                | Verenigde Staten              | man   | 1902         | 1984          | Landschap, zwart/wit                                                        |
| Olympe Aguado                              | Frankrijk                     | man   | 1827         | 1894          | Portret, dieren                                                             |
| Maria Austria                              | Nederland                     | vrouw | 1915         | 1975          | Theater- en documentairefotografie                                          |
| Lara Almarcegui                            | Spanje                        | vrouw | 1972         |               | Kunstzinnige installaties                                                   |
| Ferry André de la Porte                    | Nederland                     | man   | 1950         |               | Gedrukte media, journalistiek                                               |
| Emmy Andriesse                             | Nederland                     | vrouw | 1914         | 1953          | Sociale fotografie, landschappen, portret, mode                             |
| James Craig Annan                          | Schotland                     | man   | 1864         | 1946          | Landschap, dagelijks leven, zwart/wit                                       |
| Thomas Annan                               | Schotland                     | man   | 1829         | 1887          | Picturalisme, architectuur, portret                                         |
| Diane Arbus                                | Verenigde Staten              | vrouw | 1923         | 1971          | Portret, naakt, sociale fotografie, documentaire, straatfotografie          |
| Eve Arnold                                 | Verenigde Staten              | vrouw | 1912         | 2012          | Persfotografie                                                              |
| Yann Arthus-Bertrand                       | Frankrijk                     | man   | 1946         |               | Natuur, dieren, luchtfotografie                                             |
| Said Atabekov                              | Oezbekistan                   | man   | 1965         |               | Maatschappijkritisch                                                        |
| Eugène Atget                               | Frankrijk                     | man   | 1857         | 1927          | Architectuur, straatfotografie                                              |
| Anna Atkins                                | Engeland                      | vrouw | 1799         | 1871          | Plantkunde                                                                  |
| Abbas Attar                                | Iran                          | man   | 1944         |               | Jounalistiek                                                                |
| Richard Avedon                             | Verenigde Staten              | man   | 1923         | 2004          | Mode, portret                                                               |
| Sammy Baloji                               | Congo-Kinshasa                | man   | 1978         |               | Maatschappij, sociale fotografie                                            |
| Hendrik Jan van Beek                       | Nederland                     | man   | 1958         |               | Gedrukte media, architectuur, reclame, portret                              |
| Bernd Becher                               | Duitsland                     | man   | 1931         | 2007          | Architectuur, industrie, zwart/wit                                          |
| Hilla Becher                               | Duitsland                     | vrouw | 1934         |               | Architectuur, industrie, zwart/wit                                          |
| René Le Bègue                              | Frankrijk                     | man   | 1857         | 1914          | Picturalisme, portret, naakt                                                |
| Katharina Behrend                          | Nederland                     | vrouw | 1888         | 1973          | Documentair, portret, naakt, reclamefotografie                              |
| Frank Beken                                | Engeland                      | man   | 1880         | 1970          | Scheepsfotografie                                                           |
| Keith Beken                                | Engeland                      | man   | 1914         | 2007          | Scheepsfotografie                                                           |
| Kenneth Beken                              | Engeland                      | man   | 1951         |               | Scheepsfotografie                                                           |
| George Charles Beresford                   | Engeland                      | man   | 1864         | 1938          | Portret                                                                     |
| Paul Bergon                                | Frankrijk                     | man   | 1863         | 1912          | Picturalisme, model, naakt                                                  |
| Ruth Bernhard                              | Verenigde Staten              | vrouw | 1905         | 2006          | Naaktfotografie                                                             |
| Éva Besnyő                                 | Nederland                     | vrouw | 1910         | 2003          | Portret, architectuur, sociale fotografie                                   |
| Aenne Biermann                             | Duitsland                     | vrouw | 1898         | 1933          | Portret, stilleven                                                          |
| Alexander Binder                           | Zwitserland                   | man   | 1888         | 1929          | Portret                                                                     |
| Ilse Bing                                  | Duitsland                     | vrouw | 1899         | 1998          | Monochroom, commerciële fotografie                                          |
| Paul Blanca                                | Nederland                     | man   | 1958         | 2021          | Kunst                                                                       |
| Lieve Blancquaert                          | België                        | vrouw | 1963         |               | Media, sociale fotografie                                                   |
| Carel Blazer                               | Nederland                     | man   | 1911         | 1980          | Sociale fotografie, reclame, industrie                                      |
| Erwin Blumenfeld                           | Verenigde Staten              | man   | 1897         | 1969          | Mode, portretten                                                            |
| Karl Blossfeldt                            | Duitsland                     | man   | 1865         | 1932          | Planten                                                                     |
| Look J. Boden                              | Nederland                     | man   | 1974         |               | Conceptuele fotografie, portret, naakt                                      |
| Henze Boekhout                             | Nederland                     | man   | 1947         | 2024          | Architectuur                                                                |
| Karl Boella                                | Rusland                       | man   | 1855         | 1929          | Journalistiek                                                               |
| Adriaan Boer                               | Nederland                     | man   | 1875         | 1940          | Picturalisme, portret                                                       |
| Sacha de Boer                              | Nederland                     | vrouw | 1967         |               | Stilleven                                                                   |
| Jan Bogaerts                               | Nederland                     | man   | 1948         |               | Portret, sociale fotografie                                                 |
| Marjan Borsjes                             | Nederland                     | vrouw | 1957         |               | Sociale fotografie                                                          |
| Alice Boughton                             | Verenigde Staten              | vrouw | 1866         | 1943          | Picturalisme, portret, naakt                                                |
| Jan Bouwhuis                               | Nederland                     | man   | 1947         |               | Persfotografie                                                              |
| Levon Boyadjian                            | Turkije / Egypte              | man   | 1921         | 2002          | Portret                                                                     |
| Louise Boyle                               | Verenigde Staten              | vrouw | 1910         | 2005          | Documentaire                                                                |
| Dirk Braeckman                             | België                        | man   | 1958         |               | Docent/lector                                                               |
| Brassaï (Gyula Halász)                     | Hongarije / Frankrijk         | man   | 1899         | 1984          | Parijse stadsleven, surrealisme, straatfotografie                           |
| Lola Álvarez Bravo                         | Mexico                        | vrouw | 1907         | 1993          | Dagelijks leven, fotomontage                                                |
| Josef Breitenbach                          | Duitsland / Verenigde Staten  | man   | 1896         | 1984          | Fotojournalistiek, (experimentele) technieken, portret, naakt               |
| George Hendrik Breitner                    | Nederland                     | man   | 1857         | 1923          | Stadsgezichten, ogenbliksfotografie, straatfotografie                       |
| Anne Brigman                               | Verenigde Staten              | vrouw | 1869         | 1950          | Picturalisme, natuur, naakt                                                 |
| Donald Brun                                | Zwitserland                   | man   | 1909         | 1999          | Reclame                                                                     |
| Larry Burrows                              | Engeland                      | man   | 1926         | 1971          | Journalistiek                                                               |
| Sophie Calle                               | Frankrijk                     | vrouw | 1953         |               | Installatie (kunstwerk)                                                     |
| Julia Margaret Cameron                     | Engeland                      | vrouw | 1815         | 1879          | Portret                                                                     |
| Robert Capa                                | Hongarije                     | man   | 1913         | 1954          | Journalistiek, oorlogsdocumentatie                                          |
| Étienne Carjat                             | Frankrijk                     | man   | 1828         | 1906          | Portret                                                                     |
| Sherwin Carlquist                          | Verenigde Staten              | man   | 1930         |               | Botanische micro-fotografie, naakt                                          |
| Lewis Carroll                              | Engeland                      | man   | 1832         | 1898          | Portret, landschap                                                          |
| Henri Cartier-Bresson                      | Frankrijk                     | man   | 1908         | 2004          | Ogenblikfotografie, portret, straatfotografie                               |
| Julien Coulommier                          | België                        | man   | 1922         | 2014          | Subjectieve fotografie, fotogrammen                                         |
| Maisie Cousins                             | Verenigd Koninkrijk           | vrouw | 1992         |               | Kunst                                                                       |
| Martien Coppens                            | Nederland                     | man   | 1908         | 1986          | Sociale fotografie                                                          |
| Anton Corbijn                              | Nederland                     | man   | 1955         |               | Portret, popmuziek                                                          |
| Carel Frederik Cordes                      | Nederland                     | man   | 1851         | 1927          |                                                                             |
| Violette Cornelius                         | Nederland                     | vrouw | 1919         | 1998          | Architectuur, bedrijfsfotografie, sociale fotografie                        |
| L.J.A.D. Creyghton                         | Nederland                     | man   | 1954         |               | Landschap, portret                                                          |
| Imogen Cunningham                          | Verenigde Staten              | vrouw | 1883         | 1976          | Picturalisme, portret, planten                                              |
| Erik van Cuyk                              | Nederland                     | man   | 1968         |               | Kunstfotografie, sociale fotografie, straatfotografie, portret              |
| Paul Cupido                                | Nederland                     | man   | 1972         |               | Kunstfotografie                                                             |
| Edward Sheriff Curtis                      | Verenigde Staten              | man   | 1868         | 1952          | Cultuur                                                                     |
| Louis Daguerre                             | Frankrijk                     | man   | 1787         | 1851          | Momentopname                                                                |
| George Davison                             | Engeland                      | man   | 1854         | 1930          | Picturalisme, landschap                                                     |
| Fred Holland Day                           | Verenigde Staten              | man   | 1864         | 1933          | Model, naakt                                                                |
| Carl De Keyzer                             | België                        | man   | 1958         |               | Sociale fotografie                                                          |
| Robert Demachy                             | Frankrijk                     | man   | 1859         | 1936          | Picturalisme, sociale fotografie, model, momentopname                       |
| Patrick De Spiegelaere                     | België                        | man   | 1961         | 2007          | Persfotograaf, muziek en theater                                            |
| Ad van Denderen                            | Nederland                     | man   | 1943         |               | Documentaire, sociale fotografie                                            |
| Mary Devens                                | Verenigde Staten              | vrouw | 1857         | 1920          | Picturalisme, momentopname, model                                           |
| Willem Diepraam                            | Nederland                     | man   | 1940         |               | Sociale fotografie, zwart/wit, persfotograaf                                |
| Rineke Dijkstra                            | Nederland                     | vrouw | 1959         |               | Mode, model, sociale fotografie                                             |
| André Disdéri                              | Frankrijk                     | man   | 1819         | 1889          | Portret, ogenblikfotografie                                                 |
| Muratbek Djoemaliev                        | Kirgizië                      | man   | 1965         |               | Cultuur                                                                     |
| Robert Doisneau                            | Frankrijk                     | man   | 1912         | 1994          | Industrie, reclame, portret, straatfotografie, zwart/wit                    |
| Desiree Dolron                             | Nederland                     | vrouw | 1963         |               | Reisreportages                                                              |
| Marianne Dommisse                          | Nederland                     | vrouw | 1927         |               | Portret, sociale fotografie                                                 |
| Raphaël Drent                              | Nederland                     | man   | 1967         |               | Portret, persfotografie                                                     |
| František Drtikol                          | Tsjechië                      | man   | 1883         | 1971          | Picturalisme, portret, naakt                                                |
| Rudolf Dührkoop                            | Duitsland                     | man   | 1848         | 1918          | Picturalisme, portret                                                       |
| Filip Dujardin                             | België                        | man   | 1971         |               | Architectuur                                                                |
| Hans Dukkers                               | Nederland                     | man   | 1920         | 1985          | Mode                                                                        |
| Rena Effendi                               | Azerbeidzjan                  | vrouw | 1977         |               | Maatschappij, architectuur                                                  |
| Rudolf Eickemeyer jr.                      | Verenigde Staten              | man   | 1862         | 1932          | Picturalisme, sociale fotografie, landschap, portret                        |
| Bernard F. Eilers                          | Nederland                     | man   | 1878         | 1951          | Reproductie, ogenbliksfotografie, portret, stilleven, architectuur, reclame |
| Joseph John Elliott                        | Engeland                      | man   | 1835         | 1903          | Portret                                                                     |
| Ed van der Elsken                          | Nederland                     | man   | 1925         | 1990          | Sociale fotografie                                                          |
| Clarence Edmund Fry                        | Engeland                      | man   | 1840         | 1897          | Portret                                                                     |
| Peter Henry Emerson                        | Engeland                      | man   | 1856         | 1936          | Picturalisme, landschap, ogenblikfotografie                                 |
| Frank Eugene                               | Verenigde Staten              | man   | 1865         | 1936          | Picturalisme, portret, model, naakt                                         |
| Frederick H. Evans                         | Engeland                      | man   | 1853         | 1943          | Architectuur, portret                                                       |
| Walker Evans                               | Verenigde Staten              | man   | 1903         | 1975          | Artistiek fotojournalist                                                    |
| Péter Forgács                              | Hongarije                     | man   | 1950         |               | Kunstfotografie                                                             |
| Marc Fasol                                 | België                        | man   | 1960         |               | Natuur en erfgoed                                                           |
| Samuel Fosso                               | Kameroen                      | man   | 1962         |               | Portretfotografie                                                           |
| Martine Franck                             | België                        | vrouw | 1938         |               | Sociale fotografie                                                          |
| Robert Frank                               | Verenigde Staten              | man   | 1924         |               | Sociale fotografie                                                          |
| Gisèle Freund                              | Frankrijk                     | vrouw | 1908         | 2000          | Portretfotografie en documentaire fotografie                                |
| Lee Friedlander                            | Verenigde Staten              | man   | 1934         |               | Muziek, naakt, zwart/wit                                                    |
| Toni Frissell                              | Verenigde Staten              | vrouw | 1907         | 1988          | Portret, mode, sociale fotografie                                           |
| HJIM van Gasteren (voorheen Lilith Love)   | Nederland                     | vrouw | 1964         |               | Zelfportret, documentaire, naakt, zwart/wit                                 |
| Anne Geddes                                | Australië                     | vrouw | 1956         |               | Baby’s                                                                      |
| Arnold Genthe                              | Duitsland                     | man   | 1869         | 1942          | Ogenblikfotografie, portret                                                 |
| Chas Gerretsen                             | Nederland                     | man   | 1943         |               | Oorlog, documentaire, journalistiek, portret                                |
| Frédéric George                            | Frankrijk                     | man   | 1868         | 1933          | Stereografie, landschap, sociale fotografie                                 |
| Nestor Gerard                              | België                        | man   | 1897         | 1996          | Politiek archivaris                                                         |
| Wilhelm von Gloeden                        | Duitsland                     | man   | 1856         | 1931          | Naaktfotografie                                                             |
| Maya Goded                                 | Mexico                        | vrouw | 1970         |               | Maatschappij                                                                |
| Jan Goedeljee                              | Nederland                     | man   | 1824         | 1905          | Architectuur, stadsfotografie, portret                                      |
| Albéric Goethals                           | België                        | man   | 1843         | 1897          | Historische documentatie                                                    |
| Nan Goldin                                 | Verenigde Staten              | vrouw | 1953         |               | Portret, maatschappij                                                       |
| Henry B. Goodwin                           | Zweden                        | man   | 1878         | 1931          | Picturalisme, portret                                                       |
| Marnix Goossens                            | Nederland                     | man   | 1967         |               | Landschappen, portret                                                       |
| Helene Goude                               | Nederland                     | vrouw | 1868         | 1951          | Picturalisme, portret                                                       |
| Gustave Le Gray                            | Frankrijk                     | man   | 1820         | 1884          |                                                                             |
| Guy van Grinsven                           | Nederland                     | man   | 1949         |               | Model, media                                                                |
| Petrus Martinus Gerhardus Maria van Haaren | Nederland                     | man   | 1859         | 1937          | Picturalisme, landschappen                                                  |
| Gijsbert Hanekroot                         | Nederland                     | man   | 1945         |               | Media, popfotografie                                                        |
| Jacqueline Hassink                         | Nederland                     | vrouw | 1966         |               | Maatschappij                                                                |
| Koen Hauser                                | Nederland                     | man   | 1972         |               | Model                                                                       |
| Paul Haviland                              | Frankrijk                     | man   | 1880         | 1950          | Picturalisme                                                                |
| Lady Clementina Hawarden                   | Engeland                      | vrouw | 1822         | 1865          | Portret, model                                                              |
| Adelaide Hanscom Leeson                    | Verenigde Staten              | vrouw | 1875         | 1931          | Picturalisme                                                                |
| John Hedgecoe                              | Engeland                      | man   | 1932         | 2010          | Portret, Landschap, stilleven, naakt, model, architectuur                   |
| Michiel Hendryckx                          | België                        | man   | 1951         |               | Persfotograaf, kunst en theater                                             |
| Hugo Henneberg                             | Oostenrijk                    | man   | 1863         | 1918          | Picturalisme, landschap                                                     |
| Pieter Henket                              | Nederland                     | man   | 1979         |               | Portret                                                                     |
| Florence Henri                             | Frankrijk / Zwitserland       | vrouw | 1893         | 1982          | Portret, model, reclame, zelfportret, stilleven                             |
| Carli Hermès                               | Nederland                     | man   | 1963         |               | Reclame, portret                                                            |
| Tim Hetherington                           | Engeland                      | man   | 1970         | 2011          | Journalistiek                                                               |
| David Octavius Hill                        | Schotland                     | man   | 1802         | 1870          | Portret, ogenbliksfotografie, landschap                                     |
| Maria Hille                                | Nederland                     | vrouw | 1827         | 1893 of later | Portret, architectuur                                                       |
| Lewis Hine                                 | Verenigde Staten              | man   | 1874         | 1940          | Journalistiek, sociale fotografie                                           |
| Hannah Höch                                | Duitsland                     | vrouw | 1889         | 1978          | Fotocollage                                                                 |
| Thom Hoffman                               | Nederland                     | man   | 1957         |               | Reisreportage, portret                                                      |
| Heinrich Hoffmann                          | Duitsland                     | Man   | 1885         | 1957          | Nazi-(portret)fotograaf                                                     |
| Henri Huet                                 | Vietnam                       | man   | 1927         | 1971          | Journalistiek                                                               |
| Paul Huf                                   | Nederland                     | man   | 1924         | 2002          | Portret, mode, reclame                                                      |
| Johan Huijsser                             | Nederland                     | Man   | 1868         | 1924          | Picturalisme                                                                |
| Yasuhiro Ishimoto                          | Japan                         | man   | 1921         | 2012          | Architectuur                                                                |
| Graciela Iturbide                          | Mexico                        | vrouw | 1942         |               | Sociale fotografie, zwart-wit fotografie                                    |
| Emily Jacir                                | Palestina / Verenigde Staten  | vrouw | 1970         |               | Installatiekunst, media, sociale fotografie                                 |
| Cor Jaring                                 | Nederland                     | man   | 1936         | 2013          | Sociale fotografie, zwart-wit fotografie                                    |
| Nico Jesse                                 | Nederland                     | man   | 1911         | 1976          | Sociale fotografie, bedrijfsfotografie                                      |
| Charles Job                                | Engeland                      | man   | 1853         | 1930          | Picturalisme                                                                |
| Alfred Cheney Johnston                     | Verenigde Staten              | man   | 1885         | 1971          | Glamour, portret, naakt                                                     |
| Frances Benjamin Johnston                  | Verenigde Staten              | vrouw | 1864         | 1952          | Portret, journalistiek, architectuur, model                                 |
| Genja Jonas                                | Duitsland                     | vrouw | 1895         | 1938          | Fotocollages                                                                |
| Eddy de Jongh                              | Nederland                     | man   | 1920         | 2002          | Portret, documentaire, sport                                                |
| Henk Jonker                                | Nederland                     | man   | 1912         | 2002          | Ogenbliksfotografie                                                         |
| Miep Jukkema                               | Nederland                     | vrouw | 1954         | 2012          | Mode-, portret- en reisfotografie                                           |
| Gerald van der Kaap                        | Nederland                     | man   | 1959         |               |                                                                             |
| Jan Kamman                                 | Nederland                     | man   | 1898         | 1983          | Modernisme, architectuur, experimenteel, reclame                            |
| Ata Kandó                                  | Hongarije                     | vrouw | 1913         | 2017          | Kinderen, mode, maatschappij                                                |
| Yousuf Karsh                               | Turkije                       | man   | 1908         | 2002          | Portret                                                                     |
| Gertrude Käsebier                          | Verenigde Staten              | vrouw | 1852         | 1934          | Picturalisme, portret                                                       |
| Gulnara Kasmalieva                         | Kirgizië                      | vrouw | 1960         |               |                                                                             |
| Joseph Keiley                              | Verenigde Staten              | man   | 1869         | 1914          | Picturalisme, portret, landschap                                            |
| Eric Kellerman                             | Groot-Brittannië              | man   | 1944         |               | Naaktfotografie                                                             |
| Martin Kers                                | Nederland                     | man   | 1944         |               | Landschap                                                                   |
| André Kertész                              | Hongarije / Verenigde Staten  | man   | 1894         | 1985          | straatfotografie (in Parijs), objectfoto's                                  |
| Johan van der Keuken                       | Nederland                     | man   | 1938         | 2001          | Sociale fotografie                                                          |
| Israël David Kiek                          | Nederland                     | man   | 1811         | 1899          | Ogenbliksfotografie                                                         |
| Isidore van Kinsbergen                     | Nederland                     | man   | 1821         | 1905          | Natuur, architectuur                                                        |
| Aart Klein                                 | Nederland                     | man   | 1909         | 2001          | Cultureel, reportage, landschap, industrie                                  |
| Rudolf Koppitz                             | Tsjechië                      | man   | 1884         | 1936          | Picturalisme, naakt, landschap                                              |
| Pim Korver                                 | Nederland                     | man   | 1937         | 2012          | Persfotografie                                                              |
| Alberto Korda                              | Cuba                          | man   | 1928         | 2001          | Mode, persfotografie, documentaire                                          |
| Heinrich Kühn                              | Duitsland                     | man   | 1866         | 1944          | Picturalisme, model, landschap                                              |
| David LaChapelle                           | Verenigde Staten              | man   | 1963         |               | Mode                                                                        |
| Alvin Langdon Coburn                       | Verenigde Staten              | man   | 1882         | 1966          | Portret, picturalisme                                                       |
| Inez van Lamsweerde                        | Nederland                     | vrouw | 1963         |               | Mode, kunst, fotobewerking                                                  |
| Dorothea Lange                             | Verenigde Staten              | vrouw | 1895         | 1965          | Sociale fotografie/journalistiek, portret                                   |
| Frans Lanting                              | Nederland                     | man   | 1951         |               | Natuur                                                                      |
| Jacques Henri Lartigue                     | Frankrijk                     | man   | 1894         | 1986          | Ogenbliksfotografie, portret, sport                                         |
| George R. Lawrence                         | Verenigde Staten              | man   | 1868         | 1938          | Pionier panoramafotografie                                                  |
| Dinh Q. Lê                                 | Vietnam                       | man   | 1968         |               | Installatie (kunstwerk), journalistiek, sociale fotografie                  |
| Annie Leibovitz                            | Verenigde Staten              | vrouw | 1949         |               | Muziek, model                                                               |
| Eugène Lemaire                             | België                        | man   | 1874         | 1948          | Picturalisme, portret, stilleven                                            |
| Rafail Levitski                            | Rusland                       | man   | 1847         | 1940          | Portret, documentatie                                                       |
| Sergej Levitski                            | Rusland                       | man   | 1819         | 1898          | Portret, hoffotograaf, landschap                                            |
| Helen Levitt                               | Verenigde Staten              | vrouw | 1913         | 2009          | Straatfotografie                                                            |
| Axel Lindahl                               | Zweden                        | man   | 1841         | 1906          | Landschap                                                                   |
| Dana Lixenberg                             | Nederland                     | vrouw | 1964         |               | Portret, sociale fotografie                                                 |
| Kadir van Lohuizen                         | Nederland                     | man   | 1963         |               | Journalistiek, reisreportage                                                |
| Ruth Harriet Louise (Ruth Goldstein)       | Verenigde Staten              | vrouw | 1903         | 1940          | Glamour                                                                     |
| Sigmund Löw                                | Duitsland                     | man   | 1845         | 1910          | Portret, stereografie                                                       |
| Auguste Marie Louis Nicholas Lumière       | Frankrijk                     | man   | 1862         | 1954          | Pionier kleurenfotografie                                                   |
| Louis Jean Lumière                         | Frankrijk                     | man   | 1864         | 1948          | Pionier kleurenfotografie                                                   |
| Loretta Lux                                | Duitsland                     | vrouw | 1969         |               | Kinderen                                                                    |
| Julian Mandel                              | Frankrijk                     | man   | 1872         | 1935          | Naakt                                                                       |
| Bertien van Manen                          | Nederland                     | vrouw | 1935         | 2024          | Documentaire, mode, snapshot                                                |
| Hans van Manen                             | Nederland                     | man   | 1932         |               |                                                                             |
| Werner Mantz                               | Nederland                     | man   | 1901         | 1983          | Architectuur, portret                                                       |
| Robert Mapplethorpe                        | Verenigde Staten              | man   | 1946         | 1989          | Naakt, stilleven                                                            |
| Gustave Marissiaux                         | België                        | man   | 1872         | 1929          | Picturalisme, landschap, portret, naakt                                     |
| Mary Ellen Mark                            | Verenigde Staten              | vrouw | 1940         |               | Fotojournalistiek, portret, reclame                                         |
| Margrethe Mather                           | Verenigde Staten              | vrouw | 1886         | 1952          | Picturalisme, model, stilleven                                              |
| Linda McCartney                            | Verenigde Staten              | vrouw | 1941         | 1998          | Popmuziek                                                                   |
| Philip Mechanicus                          | Nederland                     | man   | 1936         | 2005          | Portret, journalistiek                                                      |
| Hellen van Meene                           | Nederland                     | vrouw | 1972         |               | Portret                                                                     |
| Hans van der Meer                          | Nederland                     | man   | 1955         |               | Journalistiek                                                               |
| Susan Meiselas                             | Verenigde Staten              | vrouw | 1948         |               | Fotojournalistiek, documentaire                                             |
| Vincent Mentzel                            | Nederland                     | man   | 1945         |               | Journalistiek                                                               |
| Adolf de Meyer                             | Frankrijk                     | man   | 1868         | 1949          | Picturalisme, mode                                                          |
| Lee Miller                                 | Verenigde Staten              | vrouw | 1907         | 1977          | Mode, kunst, fotojournalistiek                                              |
| Léonard Misonne                            | België                        | man   | 1870         | 1943          | Picturalisme                                                                |
| Lisette Model                              | Oostenrijk / Verenigde Staten | vrouw | 1901         | 1983          | Straatfotografie, portret                                                   |
| Bea Moedt                                  | Nederland                     | vrouw | 1950         | 2024          | Journalistiek, landschapsfotografie, persfotografie                         |
| Boniface Mwangi                            | Kenia                         | man   | 1983         |               |                                                                             |
| Tina Modotti                               | Italië                        | vrouw | 1896         | 1942          |                                                                             |
| Emiel van Moerkerken                       | Nederland                     | man   | 1916         | 1995          | Surrealisme, portretten                                                     |
| Santu Mofokeng                             | Zuid-Afrika                   | man   | 1956         |               | Journalistiek, landschap                                                    |
| László Moholy-Nagy                         | Hongarije                     | man   | 1895         | 1946          |                                                                             |
| Awoiska van der Molen                      | Nederland                     | vrouw | 1972         |               | Portret                                                                     |
| Marcel Molle                               | Nederland                     | man   | 1964         |               | Journalistiek                                                               |
| Yan Morvan                                 | Frankrijk                     | man   | 1954         |               | Oorlogsfotografie, portret                                                  |
| Zanele Muholi                              | Zuid-Afrika                   | vrouw | 1972         |               | Seksualiteit, maatschappij                                                  |
| Nickolas Muray                             | Verenigde Staten              | man   | 1892         | 1965          | Portret- en reclamefotografie                                               |
| Eadweard Muybridge                         | Engeland                      | man   | 1830         | 1904          | Bewegingsleer                                                               |
| James Nachtwey                             | Verenigde Staten              | man   | 1948         |               | Journalistiek                                                               |
| Nadar                                      | Frankrijk                     | man   | 1820         | 1910          | Luchtfotografie, portret                                                    |
| Filip Naudts                               | België                        | man   | 1968         |               | Kunst- en journalistieke portretfotografie, fotorecensent                   |
| Charles Nègre                              | Frankrijk                     | man   | 1820         | 1860          | Calotypie, snapshot, stadsgezichten                                         |
| Raúl Neijhorst                             | Nederland                     | man   | 1981         |               | Portretfotograaf, naakt- en sociale fotografie, reclame                     |
| Helmut Newton                              | Duitsland                     | man   | 1920         | 2004          | Persfotograaf, mode, erotiek                                                |
| Joseph Nicéphore Niépce                    | Frankrijk                     | man   | 1765         | 1833          | Vroegste fotografie                                                         |
| Artur Nikodem                              | Oostenrijk                    | man   | 1870         | 1940          | Model, erotiek, portret, natuur, stilleven, architectuur                    |
| Severin Nilsson                            | Zweden                        | man   | 1846         | 1918          | Documentatie, ogenbliksfotografie                                           |
| Quintalle Nix                              | Nederland                     | vrouw | 1971         |               | Model, naaktfotografie, portret                                             |
| Ilvy Njiokiktjien                          | Nederland                     | vrouw | 1984         |               | Journalistiek                                                               |
| Erwin Olaf                                 | Nederland                     | man   | 1959         | 2023          | Reclame, model, fotomontage                                                 |
| Jacob Olie                                 | Nederland                     | man   | 1834         | 1905          | Architectuur, ogenbliksfotografie                                           |
| Cas Oorthuys                               | Nederland                     | man   | 1908         | 1975          | Reclame, journalistiek, sociale fotografie                                  |
| Alewijn Oostwoud Wijdenes                  | Nederland                     | man   | 1925         | 2015          | Fotomontage                                                                 |
| Gordon Parks                               | Verenigde Staten              | man   | 1912         | 2006          | Sociale fotografie, mode                                                    |
| Martin Parr                                | Engeland                      | man   | 1952         |               | Documentatie, journalistiek, straatfotografie                               |
| Germaine Van Parys                         | België                        | vrouw | 1893         | 1983          | Journalistiek                                                               |
| Irving Penn                                | Verenigde Staten              | man   | 1917         | 2009          | Mode                                                                        |
| Richard Peter                              | Duitsland                     | man   | 1895         | 1977          | Journalistiek, reportage                                                    |
| Sylvia Plachy                              | Hongarije / Verenigde Staten  | vrouw | 1943         |               | Portret                                                                     |
| William B. Post                            | Verenigde Staten              | man   | 1857         | 1921          | Picturalisme, landschap                                                     |
| Dith Pran                                  | Cambodja                      | man   | 1942         | 2008          | Journalistiek                                                               |
| Mladen Pikulic                             | Nederland                     | man   | 1959         |               | Journalistiek, portret                                                      |
| Ahmet Polat                                | Nederland/Turkije             | man   | 1978         |               | Cultureel, mode, reclame                                                    |
| Willem van de Poll                         | Nederland                     | man   | 1895         | 1970          | Journalistiek, portret, reclame, mode                                       |
| Sem Presser                                | Nederland                     | man   | 1917         | 1986          | Journalistiek, sociale fotografie                                           |
| Carla van de Puttelaar                     | Nederland                     | vrouw | 1967         |               | Portret, naakt                                                              |
| Constant Puyo                              | Frankrijk                     | man   | 1857         | 1933          | Picturalisme, landschap, portret, naakt                                     |
| Man Ray                                    | Verenigde Staten              | man   | 1890         | 1976          | Portret                                                                     |
| Jahangir Razmi                             | Iran                          | man   | 1947         |               | Oorlog                                                                      |
| Oscar Gustave Rejlander                    | Zweden                        | man   | 1813         | 1875          | Portret, erotiek, fotomontage                                               |
| Misha de Ridder                            | Nederland                     | man   | 1971         |               | Landschappen                                                                |
| Leni Riefenstahl                           | Duitsland                     | vrouw | 1902         | 2003          |                                                                             |
| Jacob A. Riis                              | Denemarken                    | man   | 1849         | 1914          | Journalistiek                                                               |
| Bettie Ringma                              | Nederland                     | vrouw | 1944         | 2018          | Portret/zelfportret, sociale fotografie                                     |
| Henry Peach Robinson                       | Engeland                      | man   | 1830         | 1901          | Picturalisme, fotomontage                                                   |
| José Manuel Rodrigues                      | Portugal / Nederland          | man   | 1951         | -             | Kunst, portret, landschap, architectuur, naakt, abstract                    |
| Bruno V. Roels                             | België                        | man   | 1976         | -             | Kunst                                                                       |
| Joe Rosenthal                              | Verenigde Staten              | man   | 1911         | 2006          | Journalistiek                                                               |
| Lex van Rossen                             | Nederland                     | man   | 1950         | 2007          | Landschap                                                                   |
| Gunter Sachs                               | Duitsland                     | man   | 1932         | 2011          |                                                                             |
| Sebastião Salgado                          | Brazilië                      | man   | 1944         | 2025          |                                                                             |
| Erich Salomon                              | Duitsland / Nederland         | man   | 1886         | 1944          | Journalistiek                                                               |
| Eduard Sanders                             | Nederland                     | man   | 1886         | 1942          | Straatfotografie, stads- en dorpsgezichten                                  |
| Sanne Sannes                               | Nederland                     | man   | 1937         | 1967          | Zwart/wit, model, naakt, collages                                           |
| Napoleon Sarony                            | Verenigde Staten              | man   | 1821         | 1896          | Portret, stereoscopie                                                       |
| Jan Saudek                                 | Tsjechië                      | man   | 1935         |               | Kunst                                                                       |
| Bob Schalkwijk                             | Nederland en Mexico           | man   | 1933         |               | Ogenbliksfotografie, Kunstobjecten, Architectuur, Landschap                 |
| Johannes Leendert Scherpenisse             | Nederland                     | man   | 1888         | 1966          | Architectuur, ogenbliksfotografie                                           |
| Thomas Schlijper                           | Nederland                     | man   | 1975         |               | Journalistiek                                                               |
| Marcel Schlutt                             | Duitsland                     | man   | 1977         |               | Mode, portret                                                               |
| Lique Schoot                               | Nederland                     | vrouw | 1969         |               | Zelfportret                                                                 |
| George Seeley                              | Verenigde Staten              | man   | 1880         | 1955          | Portretten, landschappen, picturalisme                                      |
| Annemarie Schwarzenbach                    | Zwitserland                   | vrouw | 1908         | 1942          | Reisreportage, sociale fotografie                                           |
| Herman Selleslags                          | België                        | man   | 1938         |               | Media, documentatie, reportage, portret                                     |
| Ben Shahn                                  | Verenigde Staten              | man   | 1898         | 1969          | Sociale fotografie                                                          |
| Charles Sheeler                            | Verenigde Staten              | man   | 1883         | 1965          | Industrie                                                                   |
| Cindy Sherman                              | Verenigde Staten              | vrouw | 1954         |               | Model, portret                                                              |
| Jeanloup Sieff                             | Frankrijk                     | man   | 1933         | 2000          | Mode, portret, reportage, landschap, naakt, zwart/wit                       |
| Dayanita Singh                             | India                         | vrouw | 1961         |               | Zwart/wit, maatschappij                                                     |
| Hilda Sjölin                               | Zweden                        | vrouw | 1835         | 1915          | Portret, stadsgezichten, stereografie                                       |
| Natalia Skobeeva                           | Rusland                       | vrouw | 1975         |               |                                                                             |
| Simon E. Smit                              | Nederland                     | man   | 1914         | 2012          | Journalistiek                                                               |
| Pete Souza                                 | Verenigde Staten              | man   | 1954         |               | Journalistiek                                                               |
| Ellen Spijkstra                            | Nederland                     | vrouw | 1957         |               | Natuur                                                                      |
| Edward Steichen                            | Luxemburg                     | man   | 1879         | 1973          | Picturalisme, oorlog, mode, glamour                                         |
| Alfred Stieglitz                           | Verenigde Staten              | man   | 1864         | 1946          | Portret, naakt                                                              |
| Frans Stoppelman                           | Nederland, Latijns-Amerika    | man   | 1921         | 2007          | Persfotografie                                                              |
| Paul Strand                                | Verenigde Staten              | man   | 1890         | 1976          | Reportage, journalistiek                                                    |
| Francis Meadow Sutcliffe                   | Engeland                      | man   | 1853         | 1941          | Portret, dagelijks leven                                                    |
| Michel Szulc-Krzyzanowski                  | Nederland                     | man   | 1949         |               | Sociale fotografie                                                          |
| Kees Tabak                                 | Nederland                     | man   | 1950         |               | Popfotografie, reclame, mode                                                |
| Krijn Taconis                              | Nederland                     | man   | 1918         | 1979          | Oorlogsreportage                                                            |
| William Fox Talbot                         | Engeland                      | man   | 1800         | 1877          | Calotypie                                                                   |
| Gerda Taro                                 | Duitsland                     | vrouw | 1910         | 1937          | Oorlog                                                                      |
| Newsha Tavakolian                          | Iran                          | vrouw | 1981         |               | Fotojournalistiek, maatschappij                                             |
| Mario Testino                              | Peru                          | man   | 1954         |               | Model, mode                                                                 |
| Marie Cécile Thijs                         | Nederland                     | vrouw | 1964         |               | autonoom                                                                    |
| Alexine Tinne                              | Nederland                     | Vrouw | 1835         | 1869          | Cultuur ontdekkingsreizen                                                   |
| Dolf Toussaint                             | Nederland                     | man   | 1924         | 2017          | Journalistiek, politiek, sociale fotografie                                 |
| Namgyal Dündul Tsarong                     | Tibet                         | man   | 1920         | 2011          | Documentatie                                                                |
| Spencer Tunick                             | Verenigde Staten              | man   | 1967         |               | Naakt, Installatie (kunstwerk)                                              |
| Raoul Ubac                                 | België                        | man   | 1910         | 1985          | Cobra-beweging                                                              |
| James Iroha Uchechukwu                     | Nigeria                       | man   | 1972         |               | Documentatie, dagelijks leven                                               |
| John Vanderpant                            | Nederland, Canada             | man   | 1884         | 1939          | Portret, picturalisme, architectuur                                         |
| Stephan Vanfleteren                        | België                        | man   | 1969         |               | Pers/magazines, zwart/wit fotografie                                        |
| Ewald Vanvugt                              | Nederland                     | man   | 1943         | 2025          | Koloniale geschiedenis, sociale fotografie                                  |
| Bert Verhoeff                              | Nederland                     | man   | 1949         |               | Journalistiek                                                               |
| Frans Verpoorten jr.                       | Nederland                     | man   | 1949         | 2025          |                                                                             |
| John Vink                                  | België                        | man   | 1948         |               | Journalistiek                                                               |
| Eva Watson-Schütze                         | Verenigde Staten              | vrouw | 1867         | 1935          | Picturalisme                                                                |
| Hans Watzek                                | Oostenrijk                    | man   | 1848         | 1903          | Picturalisme, landschap, portret                                            |
| Lionel Wendt                               | Sri Lanka                     | man   | 1900         | 1944          | Cultuur                                                                     |
| Koen Wessing                               | Nederland                     | man   | 1942         | 2011          | Journalistiek                                                               |
| Edward Weston                              | Verenigde Staten              | man   | 1886         | 1958          | Portret                                                                     |
| Clarence Hudson White                      | Verenigde Staten              | man   | 1871         | 1925          | Picturalisme, portret                                                       |
| Lambertus van der Wildenbergh              | Nederland                     | man   | 1803         | ?             | Portret                                                                     |
| Anders Beer Wilse                          | Noorwegen                     | man   | 1865         | 1949          | Landschap, portret                                                          |
| George Washington Wilson                   | Schotland                     | man   | 1823         | 1893          | Portret, landschap, stadsgezichten                                          |
| Garry Winogrand                            | Verenigde Staten              | man   | 1928         | 1984          | Straatfotografie                                                            |
| Walter B. Woodbury                         | Engeland                      | man   | 1834         | 1885          | Reportage                                                                   |
| Francesca Woodman                          | Verenigde Staten              | vrouw | 1958         | 1981          | Zwart/wit fotografie                                                        |
| David Wilkie Wynfield                      | Engeland                      | man   | 1837         | 1887          | Portret                                                                     |
| Heinrich Zille                             | Duitsland                     | man   | 1858         | 1929          | Sociale fotografie, naakt                                                   |
| Piet Zwart                                 | Nederland                     | man   | 1885         | 1977          | Architectuur, interieur, industrie                                          |